# マニー・コト
マニー・コト（Manny Coto、1961年 - 2023年7月9日）は、キューバ系アメリカ合衆国人のテレビ映画脚本家・ディレクターおよびプロデューサーである。
『スタートレック:エンタープライズ』最終シーズン（シーズン4）の上級プロデューサおよび番組制作責任者であり、また『24 -TWENTY FOUR-』では3シーズンにわたり上級プロデューサを務めた。

## 人物と来歴
マニー・コトは幼少期から少年期をフロリダ州オーランドで過ごした。その後、彼はアメリカン・フィルム・インスティチュート先端映画テレビ研究センターを卒業し、サイエンス・フィクションやファンタジーといった分野で多くの経験を積んだ。彼はそのキャリアにおける転機として「スタートレック」の制作に携わったが、StarTrek.com に記載されたコトの人物紹介によると、彼は物心ついた頃から「スタートレック」のファンで、一度スタートレックのマンガを描いたことがあるらしい。比較的露出度の低い人物であるが、『スタートレック:エンタープライズ』や『24 -TWENTY FOUR-』シーズン6では、登場人物として画面に姿を現している。
2004年12月27日、イタリアのヴェネツィアにおいてコトは視覚効果ディレクターのロビン・トリケット (Robin Trickett) と結婚した。コトとトリケットの両者はSFサスペンス作品『Odyssey 5』で仕事を共にしたことがある。

## キャリア
コトは『ハリウッド・ナイトメア』の1エピソード「ゾンビの罠　ディナーはお前だ!」（原題：Mournin' Mess）の脚本と共に演出を担当し、またアメリカの有料テレビチャンネル Showtime Networks が1995年に『新アウターリミッツ』を製作した際には、その1エピソード「If these walls could talk」の脚本および演出を行った。彼は『新アウターリミッツ』終了後、Showtime で放映するシリーズ作品をひとつ制作・脚本執筆する機会を与えられた。その結果生まれたシリーズが、初代ロボコップを演じたピーター・ウェラーを主役に据えた『Odyssey 5』である。なお、『Odyssey 5』の後にコトは『スタートレック:エンタープライズ』と『24 -TWENTY FOUR-』でもウェラーを起用している。
コトは2003年、『スタートレック:エンタープライズ』の脚本チームに参加した。同番組が第3シーズンにある頃である。彼が手掛けたエピソードには、「Similitude」、「Chosen Realm」そして「Azati Prime」などがある。その後、彼は同番組の第3シーズン作成中に共同上級プロデューサに抜擢された。同番組の第4シーズンで、彼はシリーズ制作総責任者のリック・バーマンおよびブラノン・ブラガと並んで上級プロデューサとなった。
コトは、初期の『宇宙大作戦（スタートレック）』のフィクション面における連続性を保って、本編とそれ以前の時間領域を扱った続編との結びつきを進める努力をした。このコンセプトおよび物語構成の再構築の多くは、ファン層には概ね好意的に受け入れられており、また少なからぬファンが最終シーズンにおいてシリーズのクオリティが向上したと報告し、その努力が同番組のファンの熱狂度を増すのにつながったとしている。
その後、彼は『24 -TWENTY FOUR-』シーズン5およびシーズン6において共同上級プロデューサとなり、現在はシーズン7の上級プロデューサとして活動している。彼はこの『24 -TWENTY FOUR-』で、2006年の第58回プライムタイム・エミー賞・作品賞（ドラマ部門）をジョエル・サーノウやロバート・コクランらと共に受賞している。
コトはまた、ドルフ・ラングレンを起用した『デスロック/戦略ガス兵器を追え!』、『Dr.ギグルス』、『スター・キッド』などいくつかの映画を監督している。また彼は、フォックスニュースチャンネルの右翼ニュース風刺番組である『The 1/2 Hour News Hour』の脚本家・主演者・共同制作者でもある。この番組は視聴率が低調なまま漸減を続けたため、最終的にわずか15回の放送を行っただけで、2007年8月14日を以って不人気なまま放送を終了した。

## フィルモグラフィ

### 主な製作作品
- 24 -TWENTY FOUR- 24 (2005-2007, 2009) テレビシリーズ
- ハーフアワー・ニュースアワー The 1/2 Hour News Hour (2007) テレビシリーズ
- スタートレック:エンタープライズ Enterprise (2003-2005) テレビシリーズ
- オデッセイファイブ Odyssey 5 (2002-2003)：テレビシリーズ
- ストレンジ・ワールド Strange World (1999-2002)：テレビシリーズ
- 『新アウターリミッツ』 The Outer Limits (1995)：テレビシリーズ

### 主な脚本作品
- ハーフアワー・ニュースアワー The 1/2 Hour News Hour (2007) テレビシリーズ
- 24 -TWENTY FOUR- 24 (2006-2007) テレビシリーズ
- スタートレック:エンタープライズ Enterprise (2003-2005) テレビシリーズ
- オデッセイファイブ Odyssey 5 (2002-2003) テレビシリーズ
- ストレンジ･ワールド Strange World (1999) テレビシリーズ
- スター・キッド Star Kid (1997) 映画
- Hostile Intent (1997) 映画
- 『新アウターリミッツ』 The Outer Limits (1995) テレビシリーズ
- Dead at 21 (1994)：テレビシリーズ
- Tales from the Cryptkeeper (1993) テレビアニメシリーズ
- Dr.ギグルス Dr. Giggles (1992) 映画
- ハリウッド・ナイトメア Tales from the Crypt (1991) テレビシリーズ
- Alfred Hitchcock Presents (1988) アンソロジーテレビ番組

## 受賞歴

### エミー賞
- 2006年 作品賞（ドラマ部門）：24 -TWENTY FOUR-（受賞）

### アヴォリア国際ファンタスティック映画祭
- 1993年 Special Jury 賞：Dr. Giggles（受賞）
- 1993年 グランプリ：Dr. Giggles（ノミネート）

### 全米脚本家協会賞
- 2007年 WGA最優秀ドラマシリーズ部門：24 -TWENTY FOUR-（ノミネート）